# Senoculus gracilis
Senoculus gracilis és una espècie d'aranyes araneomorfes de la família dels senocúlids (Senoculidae). Aquest gènere fou descrit per primera vegada l'any 1879 per E. Keyserling.
És una espècie que es troba des de Guyana fisn a l'Argentina. El mascle holotip fa 8 mm.
Segons el World Spider Catalog del 7 de gener de 2019, hi ha les següents sinonímies:
- Stenoctenus gracilis Keyserling, 1879
- Labdacus parallelus Simon, 1880
- Stenoctenus pallidus F. O. Pickard-Cambridge, 1897